# 64e régiment d'infanterie (France)
Pour les articles homonymes, voir 64e régiment.
Le 64e régiment d'infanterie (64e RI) est un régiment d'infanterie de l'Armée de terre française créé sous la Révolution à partir du régiment de Salis-Samade, un régiment d'infanterie suisse au service du royaume de France. Il combat ensuite pendant la Première et la Seconde Guerre mondiale, avant d'exister de 1990 à 1999 comme unité de soutien des écoles de Saint-Cyr Coëtquidan.

## Création et différentes dénominations
- Création du régiment le 17 février 1672 : composé à l’origine de soldats suisses, il porte alors le nom de Stuppa (nom du premier chef}} de corps, Jean-Pierre Stoppa).
- 1701 : le 17 janvier, régiment (Jost) Brendlé
- 1738 : le 13 avril, régiment (Jean-Balthasar Fégelin de) Seedorf
- 1752 : le 5 mars, régiment (François-Philippe de) Boccard
- 1782 le 17 avril à 1791 : régiment (Vincent-Guy de) Salis-Samade, à voir aussi de Salis (suisse).
- 1789 : 64e régiment d'infanterie.
- 1792 : dissolution.
- 1796 : 64e demi-brigade de ligne.
- 1803 : 64e régiment d’infanterie de ligne.
- 1815 : dissolution en août.
- 1823 : reformé à Lille le 1er mai.
- 1914 : à la mobilisation, il met sur pied son régiment de réserve, le 264e régiment d'infanterie.
- 1924 : le 1er janvier dissolution.
- 1940 : reformé en juin puis dissous.
- 1990 : reformé comme (commandement des troupes) CT/64e RI, régiment de soutien 64e RI.
- 1991 : donne aux unités de soutien des écoles de Saint-Cyr Coëtquidan, le nom de 64e régiment d’infanterie.
- 1995 : groupement-soutien /64e RI (GS/64e RI)
- 1999 : dissolution du régiment.

## Chefs de corps
- 1672 : colonel Stuppa.
- 1701 : colonel Brendle.
- 1738 : colonel Seedorf.
- 1752 : colonel Boccard.
- 1782-1792 : colonel Salis, colonel Samade.
- 1796 : chef de brigade Roucelet.
- 1797 : chef de brigade Charlot.
- 1803 : colonel Nerin.
- 1808 : colonel Chauvel.
- 1809 : colonel Henri Martin Peschery.
- 1810 : colonel Vigent.
- 1811 : colonel Aulard.
- 1814-1815 : colonel Dubalen.
- 1823 : colonel Gérard. Colonel Maquerel de Pleineseve.
- 1828 : colonel Tardieu de saint Aubanet.
- 1831 : colonel Brue.
- 1835 : colonel Buhot
- 1841 : colonel Picouleau.
- 1850 : colonel Chalumeau de Verneuil.
- 1855 : colonel Jouenne d'Esgrigny.
- 1862 : colonel Le Beschu de La Bastays.
- 1869-1871 : colonel Léger.
- 1876 : colonel Duhamel-Grandprey.
- 1882 : colonel Brissaud.
- 1883 : colonel Lebrun.
- 1884 : colonel Deade.
- 1887 : colonel Laffont.
- 1893 : colonel Roidot.
- 1898 : colonel Bailly.
- 1905 : colonel Lebigot.
- 1907-1908 : colonel Circan.
- 1909 : colonel Levessel.
- 1912 : colonel Fourié.
- 1913 : colonel Bouyssou.
- 1914 : lieutenant-colonel Laffon de Ladebat. Lieutenant-colonel Brémond.
- 1915 : lieutenant-colonel Dugonge.
- 1918 : lieutenant-colonel Pierre-Ernest Roux.
- 1922 : lieutenant-colonel Fischer.
- 1940 : colonel Michaux.
- 1991 : lieutenant-colonel Le Bastard de Villeneuve.
- 1992 : lieutenant-colonel de Tellechea.
- 1996 : lieutenant-colonel Etronnier

## Historique des garnisons, combats et batailles du64eRI

### Ancien Régime
Régiment suisse servant la monarchie française, créé sous le règne de Louis XIV ; levé en vertu de la capitulation du 14 août 1671.

### Guerres de la Révolution et de l'Empire

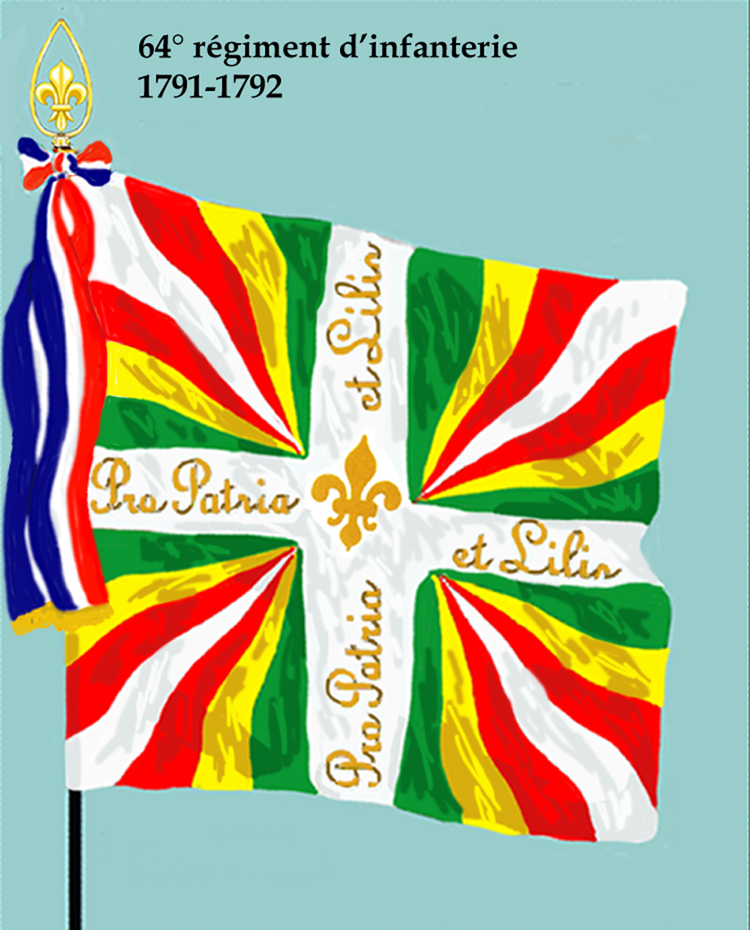
Drapeau du 64e régiment d'infanterie de ligne de 1791 à 1793

- Il participe alors aux campagnes d’Italie, étant en particulier à Mantoue (1796) et Vérone (1797).
- 1805 :
  - campagne d’Allemagne
- 1806 : campagne de Prusse et de Pologne
  - 14 octobre : bataille d'Iéna
  - 10 octobre 1806 : bataille de Saalfeld
- Puis il est à Essling (brigade Ficatier, division Frère, corps de Lannes) et Wagram. Lannes étant mort après la bataille d'Essling, c’est Oudinot qui commande alors le 2e corps).

### 1815 à 1852
Bataille de Ligny (dernière victoire de Napoléon) peu avant Waterloo en 1815 au sein du 3e corps du Général Vandamne colonel Dubalen et du maréchal Grouchy.
- 1841-1848 : Algérie

### Second Empire
Sous le Second Empire[Quand ?], le 64e régiment d'infanterie de ligne stationne à Calais.
- 1855-1856 : Guerre de Crimée

- 1859 : Campagne d'Italie

Durant la guerre de 1870 le régiment enfermé dans Metz combat à Borny, Rezonville, Saint-Privat, Servigny, Noisseville.

Le 4e bataillon, non rattaché aux trois autres bataillons du régiment, combat à Bazeilles et est capturé à Sedan[réf. nécessaire].

### 1871 à 1914

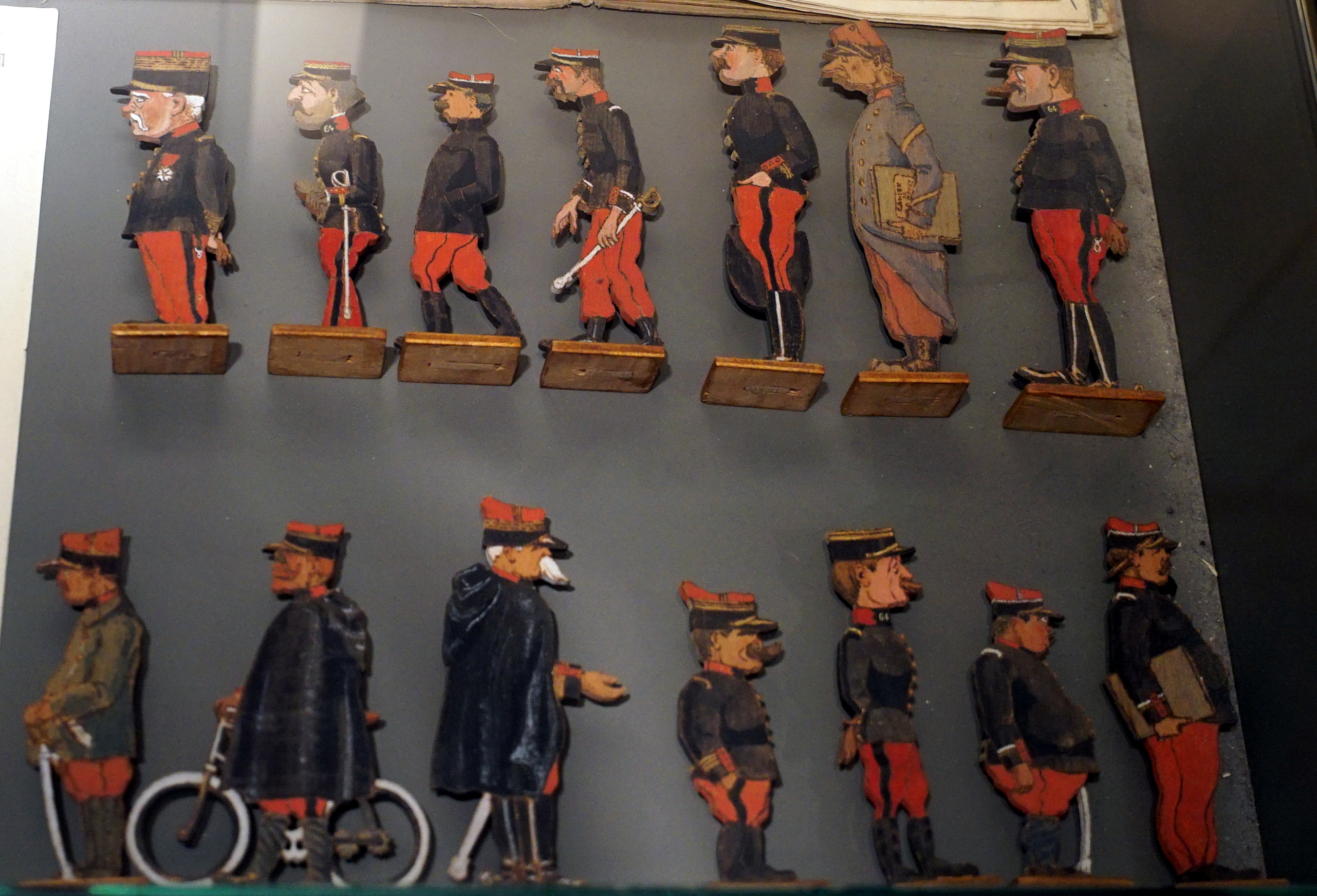
Figurines caricaturant les cadres du régiment.

Le 17 novembre 1870, durant la guerre franco-allemande eut lieu le combat de Torçay où fut engagée une compagnie de marche du 64e de ligne qui composait le 36e régiment de marche[réf. nécessaire].

Le 6 janvier 1871, la compagnie de marche du 64e RI qui composait le 36e régiment de marche est engagée dans l'affaire du Gué-du-Loir[réf. nécessaire].
En 1881 et 1882, son 1er bataillon est envoyé en Algérie dans le sud oranais.
Lors de la réorganisation des corps d'infanterie de 1887, le 2e bataillon forme le 155e régiment d'infanterie

### Première Guerre mondiale

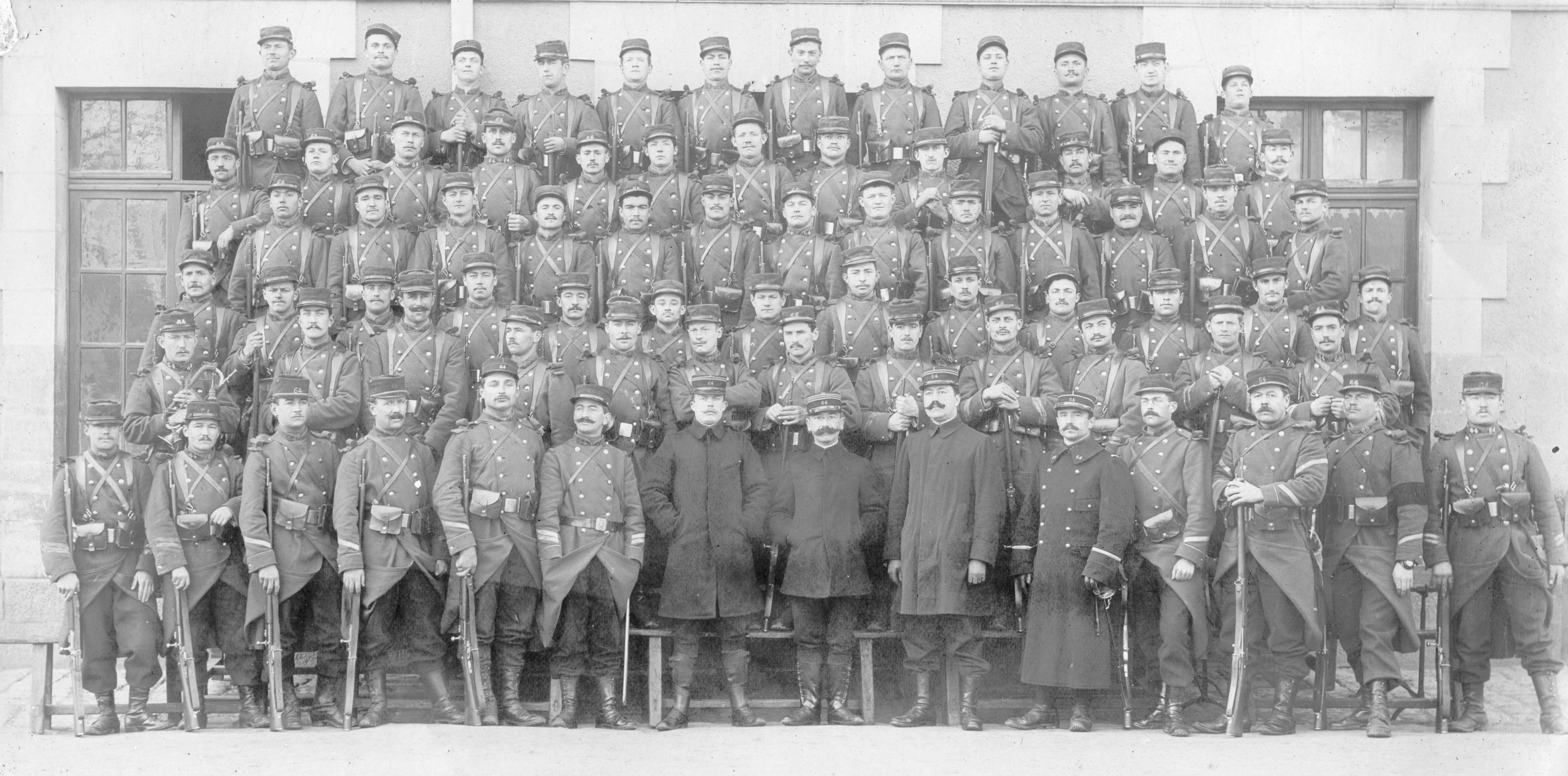
Le vers le début de la guerre.

En 1914 casernement : Ancenis, Saint-Nazaire, 41e brigade d'infanterie ; 21e division d'infanterie; 11e Corps d'Armée. Il était principalement composé à l'origine de Bretons et de Vendéens.

#### 1914
Le 5 août 1914 c'est le départ d'Ancenis le commandant est alors le Colonel Bouyssou, leur première apparition sur le front date du 22 août 1914 à Maissin en Belgique.
Ce régiment a mené de rudes combats avec une grande ténacité.
- Maissin Belgique août 1914
- Chaumont Saint-Quentin 27 et 28 août 1914
- Première Bataille de la Marne septembre 1914 ; bataille des Marais de Saint-Gond.

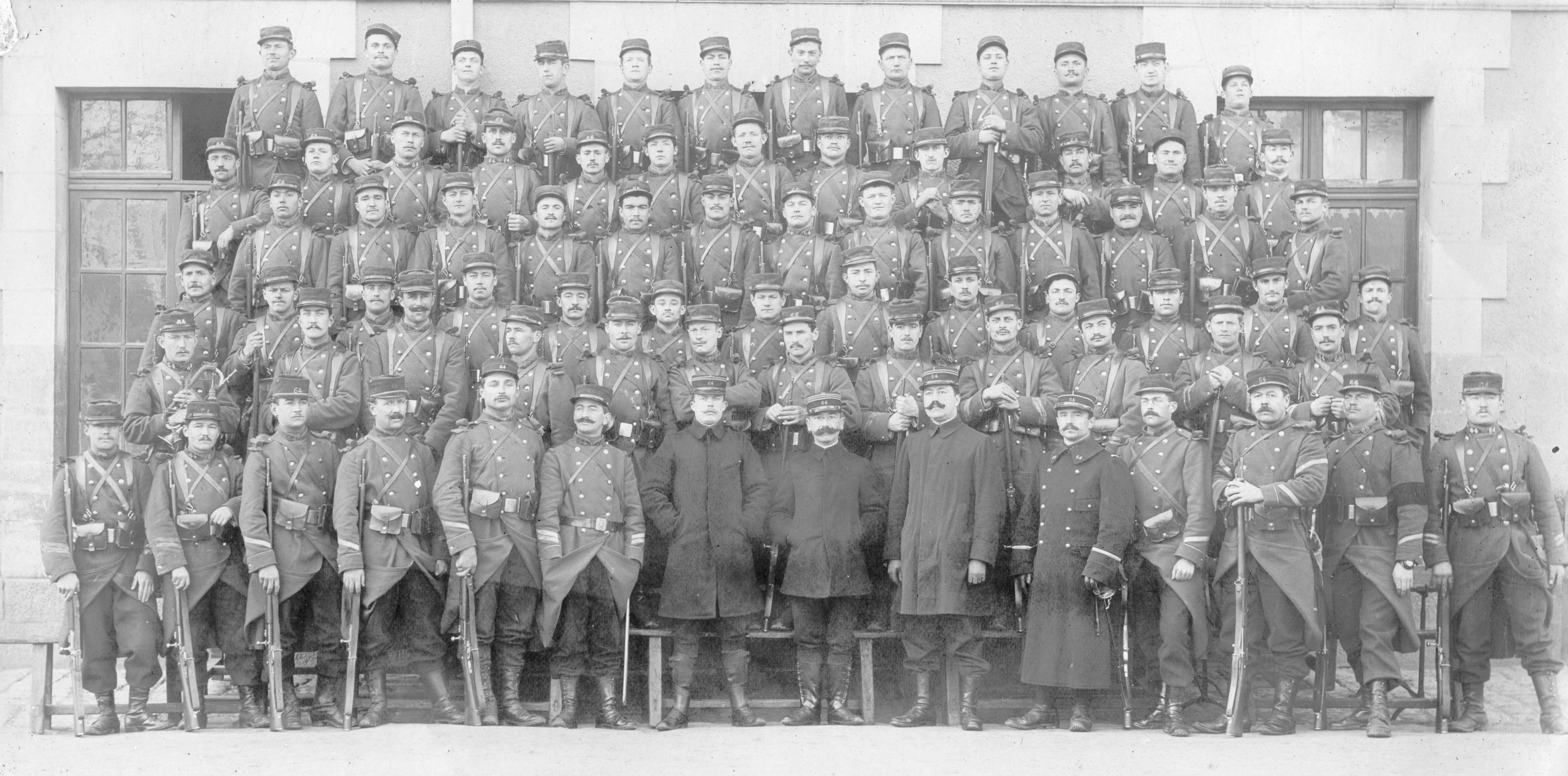
Photo 1914 le 64e RI à Ancenis.

- La Boiselle octobre novembre 1914.

#### 1915
- Hebuterne juin juillet 1915.
- 25 septembre-6 octobre : seconde bataille de Champagne

#### 1916
- Verdun lors des mois de juin à août 1916, le régiment participe à la défense de l'ouvrage de Thiaumont durant la dernière offensive allemande sur Verdun.
- Le 29 mai 1916, le régiment est agité par une mutinerie à Givry-en-Argonne[3].

#### 1917
- Aisne Printemps 1917.
- bataille de la Malmaison en octobre 1917.

#### 1918

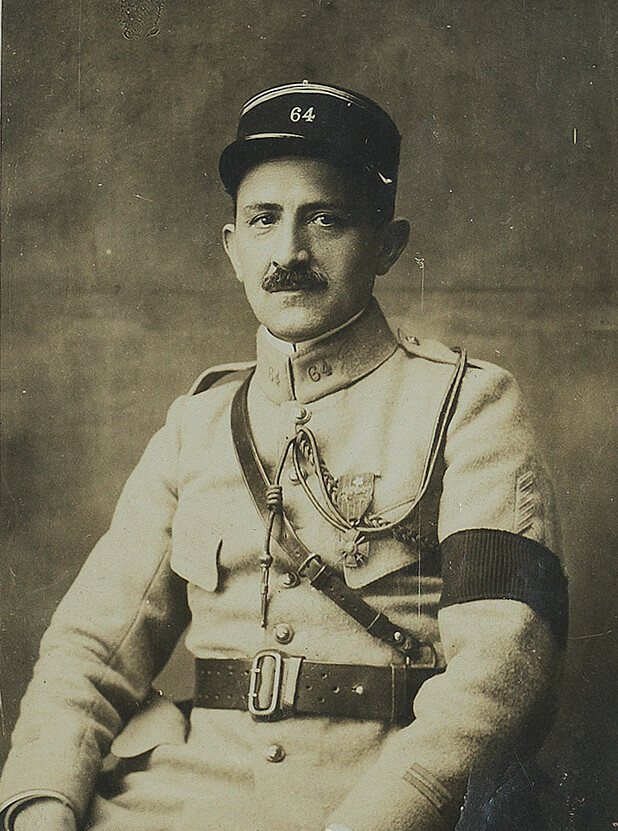
Un lieutenant du en 11/1918.

- 27 mai 1918 : Seconde bataille de la Marne
- Bataille de l'Aisne.

À la fin il ne restait que 33 hommes et officiers non blessés. Capitaines Angeli, Laine, Pradère-Niquel et Bironneau.

### Entre-deux-guerres
Le 64e s’installe à Ancenis, au quartier de la Davrays. Dissous à nouveau le 1er janvier 1924.

### Seconde Guerre mondiale
Elle est rattachée à la 236e division légère d'infanterie.
Le 64e RI (Nord Est allégé) est formé le 5 juin 1940 à partir d'éléments du 148e RIF, 22e DI et 9e DIM au camp de Souge (Gironde). Dissolution du régiment à l'armistice.

### Après 1945 jusqu'à nos jours
le 30 mai 1990 sur la cour Rivoli, le général Renard commandant les Écoles, remet solennellement au lieutenant-colonel de Villeneuve chef de corps du CT (commandement des troupes) et à l’origine du projet ; le drapeau du 64e RI Le choix du drapeau du 64e régiment d’infanterie, comme emblème des unités de soutien des Écoles de Saint-Cyr Coëtquidan. Il prend le nom de (CT/64e RI). Le 1er juillet 1990 le CT/64e RI devient (RS/64e RI), Régiment de soutien 64e RI Enfin, la décision ministérielle du 17 juin 1991, donne aux unités de soutien des écoles, le nom de 64e régiment d’infanterie, jusqu’au 31 mai 1995. Le 1er juin 1995 nouvelle réorganisation, le 64 disparaît en tant que régiment ; il prend alors le nom de Groupement-Soutien / 64e RI (GS/64e RI). Le 31 mai 1999, le GS/64e RI est dissous et par là même, le soutien des écoles perd la garde du drapeau. Ce dernier est alors remisé au musée du souvenir.

## Drapeau
Il porte, cousues en lettres d'or dans ses plis, les inscriptions suivantes :
- Mantoue 1796
- Vérone 1797
- Austerlitz 1805
- Iéna 1806
- Artois 1915
- Verdun 1916
- L'Aisne 1918

## Décorations
Sa cravate est décorée de la croix de guerre 1914-1918 avec deux citations à l'ordre de l'armée puis une citation à l'ordre du corps d'armée.
il a le droit au port de la fourragère aux couleurs du ruban de la Croix de guerre 1914-1918.

## Traditions et uniformes
Le dernier insigne du 64e régiment d'infanterie a été dessiné en 1990 par un des appelés effectuant son service national aux écoles de Saint-Cyr Coëtquidan, à la suite d'un concours lancé par le chef de corps. La pucelle évoque le drapeau suisse de l'ancêtre de cette unité, le soleil d'Austerlitz et la Bretagne, où il était stationné.

### Refrain
Les ennemis sont dans le pays.

Pour se faire battre, ils réclament le 64.

## Personnages célèbres ayant servi au64eRI
- Thomas Robert Bugeaud (1784-1849), Sous-lieutenant puis lieutenant
- Joseph Ernest Joba (1836-1900)
- François Guillaume Lamoureux de La Genetière (1777-1856) alors chef de bataillon
- Régis Barthélemy Mouton-Duvernet (1770-1816), major
- Jacques Vaché (1895-1919)

## Sources et bibliographie
- À partir du Recueil d'historiques de l'infanterie française (général Andolenko - Eurimprim 1969).